# Enzo Felsani
Enzo Felsani (3 aprilie 1918 – 14 iunie 2006) a fost un general italian de poliție, cunoscut și sub numele de Vincenzo Felsani. A fost comandant al Poliției de Stat și director al Școlii Superioare de Poliție din Roma.
A jucat un rol esențial în reforma și demilitarizarea poliției italiene. A fost fondator și primul secretar general al SIULP, primul sindicat al poliției italiene.  

## Publicații
- Polizia e popolo nella lotta politica in Italia e Europa (1979)
- Mafia e potere (1983)

## Legături
- Enzo Felsani